# Heteropoda davidbowie
Heteropoda davidbowie – gatunek dużego pająka z rodziny spachaczowatych (Sparassidae) żyjącego na obszarze Malezji. Spośród innych przedstawicieli Sparassidae wyróżniają go duże rozmiary, żółto ubarwione sety oraz specjalizacje głaszczków samców. Został opisany w 2008 roku przez niemieckiego arachnologa Petera Jägera. Nazwa gatunkowa honoruje angielskiego piosenkarza Davida Bowiego.